# Rincón de Pacheco
Rincón de Pacheco ist eine Ortschaft im Norden Uruguays.

## Geographie
Sie liegt im an der Ostgrenze des Departamento Artigas zu Brasilien. Einige Kilometer südsüdwestlich befindet sich La Bolsa.

## Einwohner
Rincón de Pacheco hat 27 Einwohner, elf männliche und 16 weibliche (Stand: 2011). Bei den vorhergehenden Volkszählungen von 1963 bis 2004 wurden für den Ort keine statistischen Daten erfasst.
| Jahr | Einwohner |
| ---- | --------- |
| 1996 | -         |
| 2004 | -         |
| 2011 | 27        |

Quelle: Instituto Nacional de Estadística de Uruguay